# Tiền tệ thời Thanh

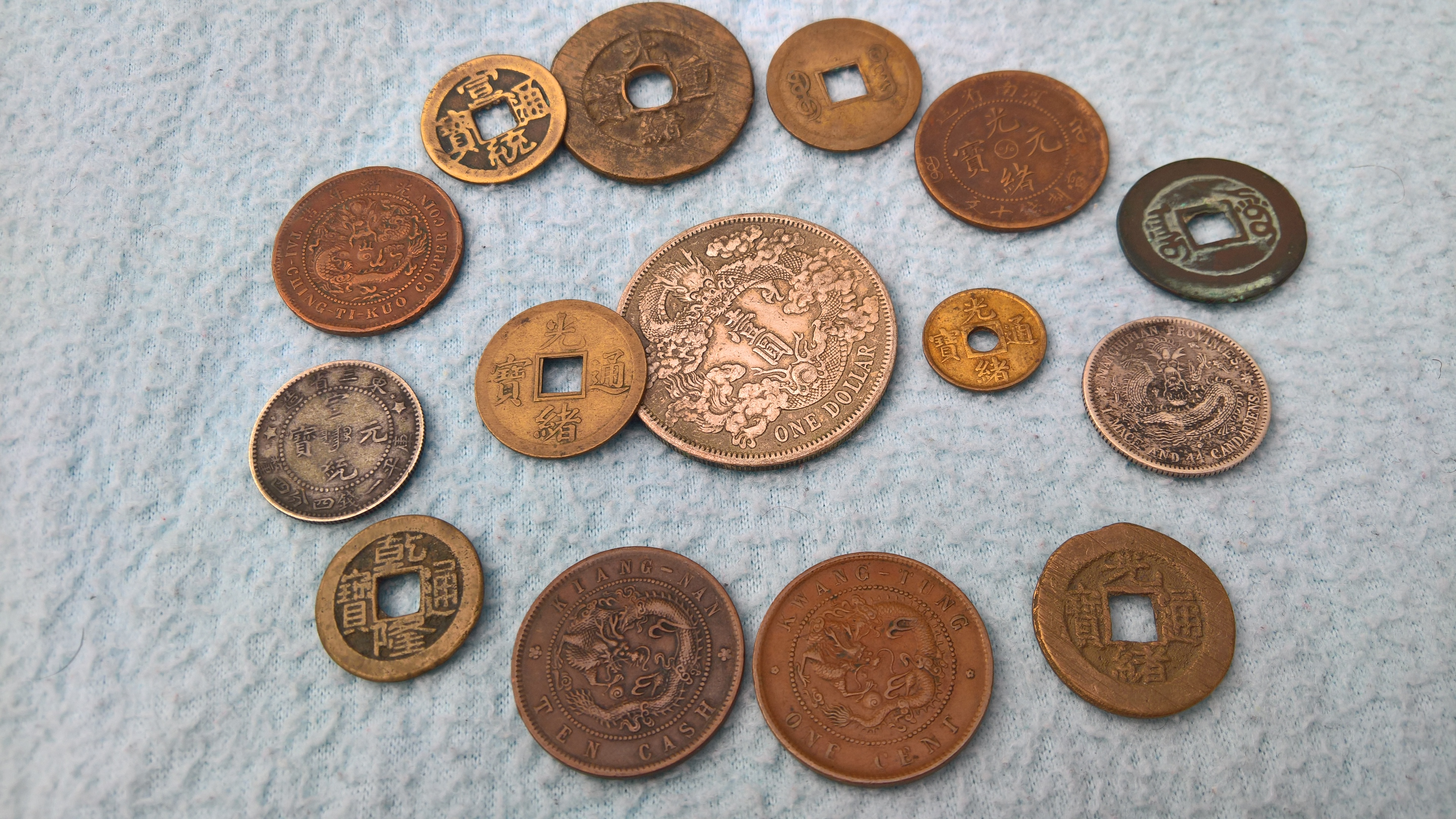
Các đồng tiền xu khác nhau từ triều đại nhà Thanh cuối được sản xuất dưới thời hoàng đế Quang Tự và Tuyên Thống.

Tiền tệ thời Nhà Thanh (giản thể: 清朝货币; phồn thể: 清朝貨幣; bính âm: Qīngcháo Huòbì) dựa trên tiền xu tiêu chuẩn lưỡng kim đồng và bạc. Triều đại Nhà Thanh Mãn Châu cai trị Trung Quốc từ 1644 cho đến khi bị lật đổ trong cuộc cách mạng Tân Hợi năm 1912.
Nhà Thanh chứng kiến sự chuyển đổi của hệ thống tiền tệ dựa trên tiền xu đục lỗ thành một hệ thống tiền tệ hiện đại với tư đồng xu đúc dập bằng máy, trong khi các thỏi bạc truyền thống dần dần được thay thế bằng tiền bạc dựa trên đồng tiền của đồng Peso México. Sau khi triều đại Nhà Thanh bị lật đổ, hệ thống tiền tệ của triều đại này đã được thay thế bởi đồng Nguyên của Trung Hoa.